# Artur i Minimki 3. Dwa światy
Artur i Minimki 3: Dwa światy (ang. Arthur and the Two Worlds War, fr. Arthur et la guerre des deux mondes, 2010), lub też Artur i Wojna Dwóch Światów (rzadziej używany tytuł) – francuski film animowany. Film wyreżyserował Luc Besson.

## Streszczenie i opis fabuły
Promień księżyca umożliwił Maltazarowi Wyklętemu wydostanie się z krainy Minimków. Powiększa się on do ludzkich rozmiarów i postanawia wyruszyć na podbój świata ludzi. Artur, Selenia i Betamesz zamierzają uratować świat. Wyruszają do domu Artura, by zdobyć eliksir wzrostu ukryty za książkami dziadka. Spotykają po drodze Darkosa, który zdradzony przez ojca dołącza do nich. Maltazar tymczasem włamuje się do domu dziadków chłopca i szantażem zmusza Archibalda, by oddał mu eliksir wzrostu, który jest mu potrzebny do stworzenia armii mogącej pokonać ludzi. Podczas gdy Artur i jego towarzysze ruszają do gniazda pszczół, by został przez nie powiększony, Archibald znajduje w swoim gabinecie Darkosa i zwiększa jego rozmiary zapasowym eliksirem. Wyklęty i jego armia atakują miasto, jednak Artur staje z nim do walki i zmniejsza go. Film kończy się zamknięciem Maltazara w szafce kuchennej, by mieć na niego oko.

## Obsada
- Freddie Highmore – Artur
- Mia Farrow – Babcia Daisy
- Penny Balfour – Mama Rose
- Douglas Rand – Tata Armand
- Ron Crawford – Dziadek Archibald
- Cooper Daniels – Młody George Lucas

### Dubbing angielski
- Selena Gomez – Księżniczka Selenia
- Doug Rand – Książę Betamesz
- David Gasman – Król Minimków
- Will.i.am – Snow
- Lou Reed – Maltazar
- Iggy Pop - Darkos

## Wersja polska
Opracowanie wersji polskiej: Start International Polska
Reżyseria: Elżbieta Kopocińska-Bednarek
Dialogi polskie: Katarzyna Wojsz
Nagranie i montaż: Michał Skarżyński
Kierownik produkcji: Elżbieta Araszkiewicz
W wersji polskiej udział wzięli:
- Daniel Olbrychski – Maltazar
- Kajetan Lewandowski – Artur
- Barbara Kałużna – Księżniczka Selenia
- Zbigniew Konopka - Darkos
- Włodzimierz Matuszak – Archibald
- Ewa Kania-Grochowska – Babcia Daisy
- Wojciech Paszkowski – Tata Artura
- Elżbieta Futera-Jędrzejewskia – Mama Artura
- Marek Barbasiewicz – Król

oraz
- Stanisław Brudny
- Jarosław Domin
- Tomasz Bednarek
- Elżbieta Gaertner
- Tomasz Gęsikowski
- Andrzej Gawroński
- Mikołaj Klimek
- Maciej Kowalik
- Jacek Król
- Cezary Kwieciński
- Aleksander Mikołajczak
- Przemysław Nikiel
- Cezary Nowak
- Paweł Parczewski
- Małgorzata Sadowska
- Miłogost Reczek
- Paweł Szczesny

i inni